# سلفان ديدوت
سلفان ديدوت (بالفرنسية: Sylvain Didot)‏ (8 أكتوبر 1975 بلانيون في فرنسا - ) هو لاعب كرة قدم فرنسي في مركز الوسط. لعب مع ستاد ريمس ونادي بريست ونادي بريوتشين ونادي تولوز ونادي غانغون وGSI Pontivy ‏ ويو أس أفرانش.

## روابط خارجية
- سلفان ديدوت على موقع قاعدة بيانات كرة القدم.إي يو (الإنجليزية)
- سلفان ديدوت على موقع Soccerway.com (الإنجليزية)
- سلفان ديدوت على موقع عالم كرة القدم.نت (الإنجليزية)